# Neuroserica unguiculata
Neuroserica unguiculata är en skalbaggsart som beskrevs av Moser 1924. Neuroserica unguiculata ingår i släktet Neuroserica och familjen Melolonthidae. Inga underarter finns listade i Catalogue of Life.